# Albert Privat
Albert Privat, né le 5 avril 1909 à Canet-de-Salars (Aveyron) et mort le 18 novembre 1980 à Dreux (Eure-et-Loir), est un homme politique français.
Membre de l’union et fraternité française, il est élu député dans la quatrième circonscription de la Seine lors des élections législatives de 1956.

## Biographie
Issu d'une famille d'instituteurs et de paysans de l'Aveyron, Albert Privat suit des études secondaires jusqu'au baccalauréat.
Mobilisé au début de la Seconde Guerre mondiale, il est fait prisonnier, mais parvient à s'évader. Il s'engage ensuite dans la résistance : son activité principale y est de faire passer clandestinement des messages entre Toulouse et Tarbes.
Il ouvre, après la Libération, une épicerie de gros au Kremlin-Bicêtre, et s'engage dans la vie associative professionnelle.
Il entre en politique dans le sillage de Pierre Poujade, adhérent à l'Union de défense des commerçants et artisans, dont il est en juin 1954 le délégué pour le département de la Seine.
Il prend en 1956 la tête de la liste poujadiste dans la 4ème circonscription de la Seine. Il obtient 9,1 % des voix et est élu.
À l'Assemblée nationale, il est un des députés poujadistes les plus en pointe dans les débats. Il dépose plusieurs textes qui illustrent l'orientation de ce mouvement : dès février 1956, il propose une « amnistie fiscale », en juin, un projet de réduction des dépenses des administrations, en novembre 1957 d'un projet d'indemnisation des victimes de « confiscation injustifiée » de leurs biens par l'administration coloniale.
Mais c'est surtout dans les débats fiscaux et budgétaires qu'il fait entendre la voix du poujadisme, fustigeant la dépense publique, réclamant des économies budgétaires et s'opposant aux taxes et impositions.
En 1958, il se représente aux élections législatives, dans la 48e circonscription de la Seine. Il n'obtient que 1,3 % des voix et est éliminé dès le premier tour.
Il abandonne alors la vie politique, et s'installe comme hôtelier à Saint-Flour.